# Araucaria muelleri
Araucaria muelleri là một loài thực vật hạt trần trong họ Araucariaceae. Loài này được Carrière Brongn. & Gris mô tả khoa học đầu tiên năm 1871.